# Kuixlev
Kuixlev (en rus: Кушлев) és un poble (un possiólok) de l'óblast de Vorónej, a Rússia, segons el cens del 2010 tenia 45 habitants.